# PALRO
PALRO（パルロ）は富士ソフトが製造・販売しているヒューマノイドロボット。「PALRO」という名称は「PAL」（友達）と「RO」（ロボット）から名づけられた。
従来のヒューマノイドロボットと異なりオープンアーキテクチャの汎用品を採用し、コミュニケーション機能と自律移動機能を搭載する高機能性と低価格を実現した。

## アーキテクチャと機能
専用部品が用いられた従来のヒューマノイドロボットと異なり、PALROは、ハードとソフトの両面にわたってオープンアーキテクチャの汎用品を多用している。CPUはインテル製Atom Z530を採用し、1GBのメモリ、プログラムを格納する4GBのオンボードフラッシュメモリとともに、市販のPC/AT互換ボード上に実装している。インターフェースとして無線LAN（IEEE 802.11 b/g/n）とUSBコネクタを備えており、音声認識・方向認識マイク、スピーカー、CMOSカメラ（30万画素）のほか、温度、負荷、ジャイロ、加速度、距離、回転角度といった各種センサはすべて汎用品である。
Atomによって駆動されるソフトウェアプラットフォームはSapie（サピエ）と呼ばれ、OSにはLinux (Ubuntu)、ミドルウェアには産業技術総合研究所が開発し、オープンソース配布するOpenRTM-aist互換の富士ソフトが開発したミドルウェアを搭載する。ロボットの機能要素は、ひとつひとつが神経部品ないしSapie Cellと呼ばれる単位でソフトウェア的に実装・実行され、ハードウェアと神経部品の連携により、「移動」「コミュニケーション」「人感」「学習」という4つの知能領域に対応することができる。また、ハードウェアの許す範囲であればSapie Cellの追加・改造により機能を拡張することも可能である。APIと開発環境は無償公開されており、開発言語はC++、クラスライブラリやコンパイラ (gcc) も提供されている。
これらの機能により、PALROは、顔認識や個人認識、動体検知が可能で、音源方向を認識したり、音声合成エンジンで発声することも可能なほか（「コミュニケーション」）、コミュニケーションの相手の顔を覚えたり、相手と目を合わせて話す（「人感」）といったことができるほか、空間の構造を学習し、障害物を回避しながら最適コースで移動したり、シコやすり足のような人間的な動きを行うこともできる（「移動」）。

## 開発
富士ソフトは、コンシューマ機器から産業機器まで幅広い分野の組み込みソフトウェア開発をおこなう一方、学生向けの「全日本ロボット相撲大会」の主催や、筑波大学をはじめとする大学との産学連携、経済産業省の次世代ロボット知能化技術開発プロジェクトへの参加など、ロボット技術の研究開発を蓄積してきており、PALRO開発には、こうしたソフトウェア技術の蓄積が活かされている。PALROの開発・企画にあたっては、クラウドコンピューティングのフロントエンド端末として社会のさまざまなシーンでの活用を念頭に置いていたほか、外部の開発者との連携、研究機関や教育機関からの共同研究・開発の希望、機能をソフトウェア的に実装したことやPCと同等のネットワーク通信機能を求めたことといった事情から、前述のようなオープンアーキテクチャが選択された。
PALROに組み込まれたロボットテクノロジーは、必ずしもロボット用に限られるわけではなく、デジタルサイネージやオフィス機器などへの応用など多様なシステムインテグレーションの用途が意図されている。また、外部の開発者との連携のためのコミュニティサイトが立ち上げられており、開発環境やライブラリだけでなく、PALROの機能を利用して特定の動作を実現させるPALROアプリケーションが公開されている。コミュニティサイトでの成果は、PALROへの標準実装によるフィードバックや、汎用のプロセッサおよびOSにより動作するロボットやロボット技術への応用・再利用が図られる見通しである。

## PALROのコミュニケーションテクノロジーを利用している製品
1. Palmi ( パルミー )。合同会社DMM.comが2015年5月1日より販売。
2. ATOM ( アトム )。株式会社講談社が2017年4月4日よりパートワーク商品として販売。